# Megarachne
Megarachne (gr. μέγας mégas „groß“ und ἀράχνη aráchne „Spinne“) galt als die größte Spinne, die je gelebt hat. Da das Fossil Merkmale aufweist, die man bei anderen Spinnenarten nicht findet, wurde die Zugehörigkeit zu den Spinnen jedoch von vielen Wissenschaftlern stark bezweifelt. Inzwischen scheint festzustehen, dass Megarachne nicht zu den Spinnen, sondern zu den heute ausgestorbenen Eurypteriden, also zu den See- oder Riesenskorpionen zählt. Nur die Typusart Megarachne servinei ist wissenschaftlich beschrieben worden.

## Beschreibung und taxonomische Neubewertung

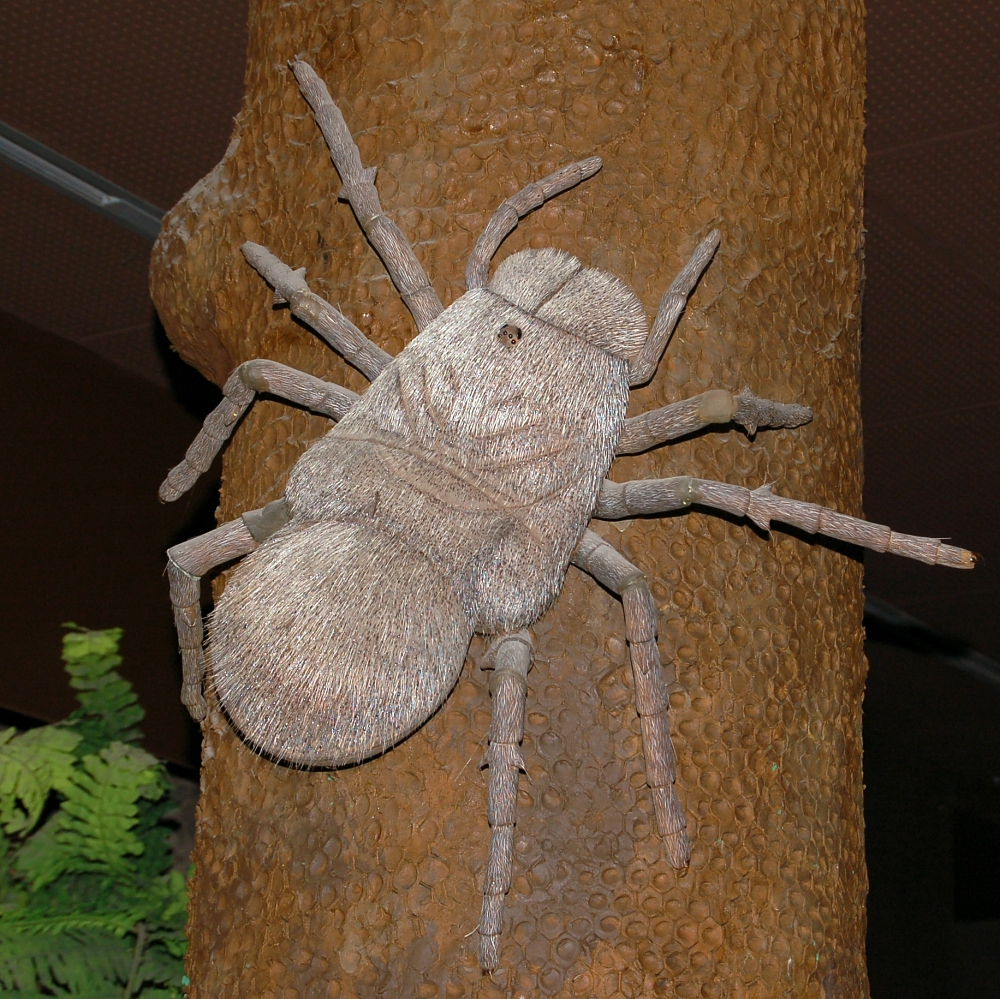
Falsche Rekonstruktion als Spinne, Musée d’Histoire Naturelles, Genf

Megarachne servinei lebte im Karbon und hatte eine Körperlänge von 34 cm. Die Schätzungen der Beinspannweite reichten von 50 cm bis 70 cm.
Die Megarachne ähnelt keiner heutigen Spinnenart, weshalb man sie – wie sich nun herausstellt, falsch – in eine eigene Familie der Spinnen (Megarachnidae) einordnete. Die Klassifikation erfolgte aufgrund von Merkmalen wie der Form ihres Panzers, der Ausgestaltung ihrer Mundwerkzeuge, ihres kreisrunden Bauchs(?) und des 15 mm großen, kreisrunden Auges, welches zwischen den beiden anderen Augen in der Mitte des Kopfes liegt.
Erst weiterreichende Analysen, die an der Universität Manchester von Paul Selden und seinen Kollegen durchgeführt wurden, zeigten, dass Megarachne den See- oder Riesenskorpionen (Eurypteriden) zuzuordnen ist. Den Forschern stand für ihre Untersuchungen neben dem vorhandenen Exemplar von 1980 noch ein neueres Fundstück zur Verfügung, so dass weitere wichtige Erkenntnisse zur Taxonomie gewonnen werden konnten.

## Lebensraum und -zeit
Megarachne servinei lebte rund 100 Mio. Jahre vor dem Auftreten der ersten Dinosaurier im Oberkarbon, was für ihre Größe entscheidend war. Im Karbon existierten besonders in niedrigen Breiten ausgedehnte Regenwälder  (siehe: Kohle), wodurch der Sauerstoffgehalt der Atmosphäre im Verlauf der Periode einen Wert von etwa 33 bis 35 Prozent erreichte. Da Spinnentiere und Insekten für ein überdurchschnittliches Größenwachstum viel Sauerstoff benötigen, waren dies perfekte Umweltbedingungen für Gliederfüßer.

## Entdeckung
Im Jahre 1980 entdeckte Mario A. Hünicken in der oberen Karbonschicht in der argentinischen Provinz San Luis das erste Fossil einer Megarachne. Dies war der erste Fund von Megarachne servinei. Mittlerweile ist ein weiteres versteinertes Exemplar aufgetaucht, welches ebenfalls in Argentinien entdeckt wurde.

## Die „größte Spinne aller Zeiten“

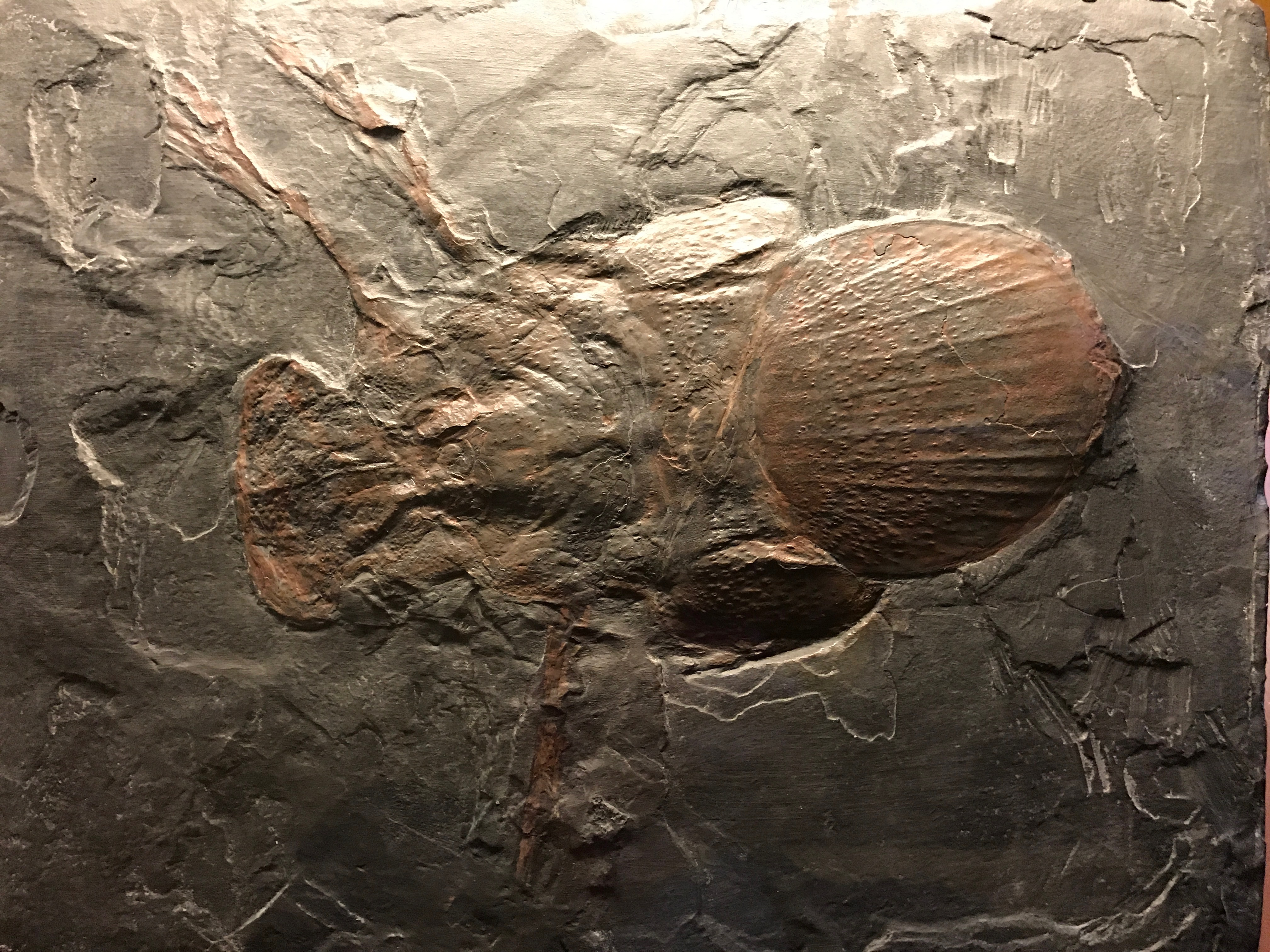
Abguss eines Fossilfundes

Mit dem Ausscheiden von Megarachne galt die Vogelspinne Theraphosa blondi, deren Beinspannweite knapp 30 Zentimeter beträgt, bis 2001 als größte Spinne der Welt.
Die Laotische Riesenkrabbenspinne (Heteropoda maxima) übertrifft jedoch die Ausmaße von T. blondi. Die im Jahr 1939 in Südostasien gefundene und 2001 beschriebene Laotische Riesenkrabbenspinne hat eine Beinspannweite von 35 Zentimetern.